# NGC 5180
NGC 5180 је лентикуларна галаксија у сазвежђу Береникина коса која се налази на NGC листи објеката дубоког неба.
Деклинација објекта је + 16° 49' 33" а ректасцензија 13h 29m 26,9s. Привидна величина (магнитуда) објекта NGC 5180 износи 13,0 а фотографска магнитуда 14,0. NGC 5180 је још познат и под ознакама UGC 8479, MCG 3-34-42, CGCG 101-58, PGC 47352.